# Nonplus Crag
Nonplus Crag är en kulle i Antarktis. Den ligger i Västantarktis. Argentina, Chile och Storbritannien gör anspråk på området. Toppen på Nonplus Crag är 1 250 meter över havet.
Terrängen runt Nonplus Crag är huvudsakligen kuperad, men österut är den platt. Trakten är obefolkad. Det finns inga samhällen i närheten. 